# Liste des plus hautes tours en treillis

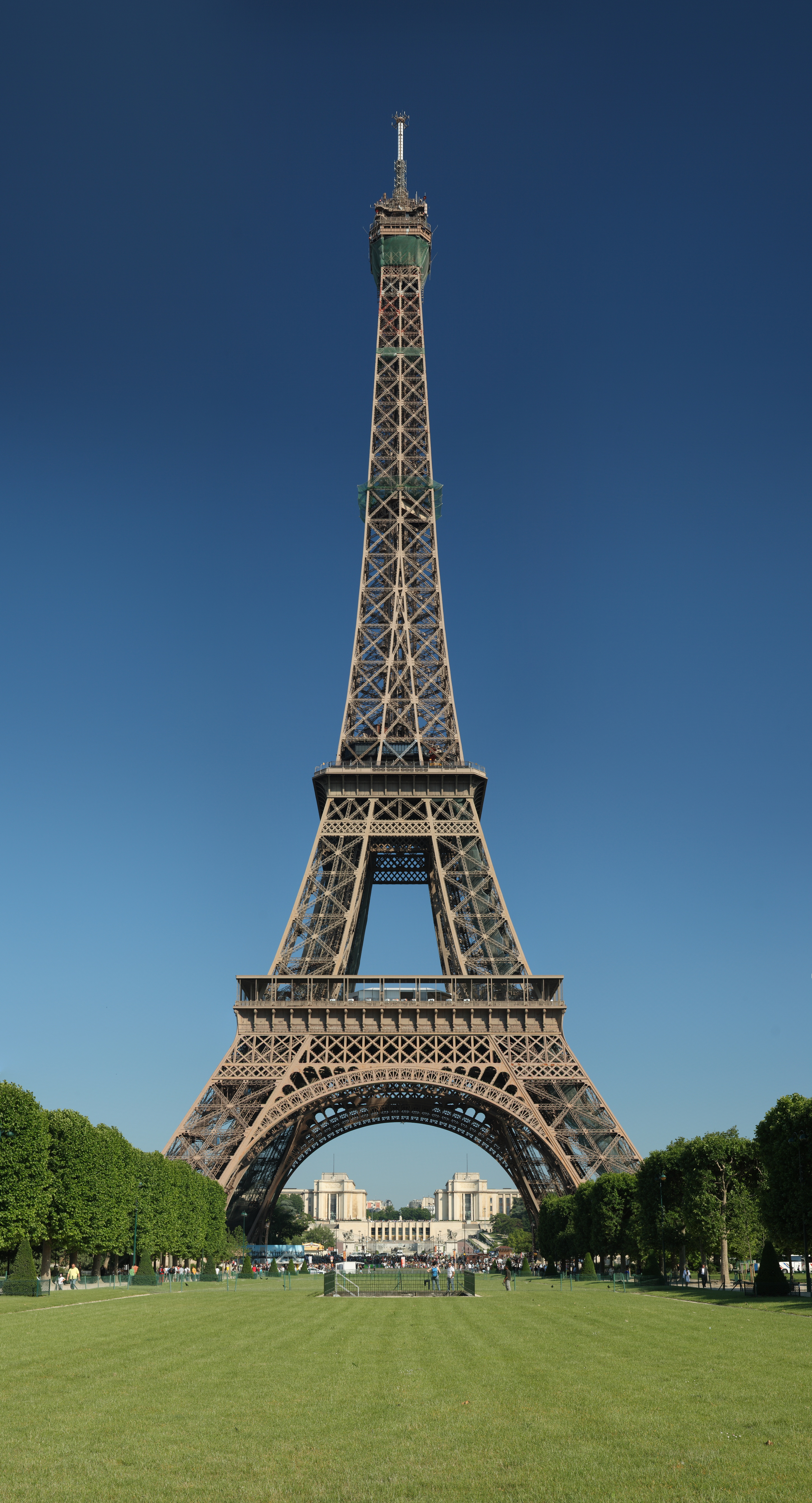
La tour Eiffel est l'un des exemples les plus connus de tour en treillis.

Une tour en treillis est un ouvrage architectural autoportant construit sous forme de treillis. Les tours en treillis peuvent servir de tour de transmission (on parle alors de pylônes en treillis) ou d'observation.
Avant 1940, elles étaient utilisées comme tours de transmission radio, particulièrement pour les ondes moyennes et courtes. Parfois, le treillis est constitué de bois. La plus haute tour en treillis de bois est celle de l'émetteur de Mühlacker (1934-1945), d'une hauteur de 190 m. 
La plus haute tour en treillis est la tour de télévision de Kiev, d'une hauteur de 385 m.

## En bois

### Actuelles
| Tour                                                         | Année     | Pays      | Ville                    | Hauteur | Remarques                                  |
| ------------------------------------------------------------ | --------- | --------- | ------------------------ | ------- | ------------------------------------------ |
| Tour hertzienne de Gliwice                                   | 1935      | Pologne   | Gliwice                  | 118 m   |                                            |
| Tour hertzienne de Rottenbuch (en)                           | 2002      | Allemagne | Peiting                  | 62,5 m  |                                            |
| Tour du Millénaire                                           | 2001      | Belgique  | Gedinne                  | 60 m    |                                            |
| Aalborgtårnet (en)                                           | 1933      | Danemark  | Aalborg                  | 54,9 m  | Tour d'observation                         |
| Place de mesure d'antenne en Brueck                          | 1963      | Allemagne | Brück                    | 54 m    | Deux tours aux designs différents.         |
| Torre de Herveo (en)                                         | 1922      | Colombie  | Manizales                | 52 m    | Ancien soutien structurel de téléphérique. |
| Linsentower (en)                                             | 2005      | Allemagne | Linsengericht            | 45 m    | Tour d'observation.                        |
| Tour d'observation de Bluenthal (en)                         | 2004      | Allemagne | Blumenthal               | 45 m    | Tour d'observation.                        |
| Tour du zoo de Copenhague                                    | 1905      | Danemark  | Copenhague               | 43,5    | tour d'observation.                        |
| Tour de Goethe (en)                                          | 1931      | Allemagne | Frankfurt-Sachsenhausen  | 43 m    | Tour d'observation.                        |
| Tour Chuderhüsi (en)                                         | 2001      | Suisse    | Röthenbach               | 42 m    | Tour d'observation.                        |
| Tour Teltschik (en)                                          | 2001      | Allemagne | Wilhelmsfeld             | 41 m    | Tour d'observation.                        |
| Croix des pèlerins du mont des Oliviers du mont Veitsch (en) | 2004      | Autriche  | Veitsch                  | 40,6 m  | Tour d'observation.                        |
| Tour de Wil (en)                                             | 2006      | Suisse    | Wil                      | 38 m    | Tour d'observation.                        |
| Tour d'observation Raiffeisen                                | 1990      | Allemagne | Aldorf                   | 35 m    | Tour d'observation.                        |
| Tour Oberpfalz                                               | 2000      | Allemagne | Platte                   | 35 m    | Tour d'observation.                        |
| Tour d'observation Loorenkopf (en)                           | 1954      | Suisse    | Zurich                   | 33 m    | Tour d'observation.                        |
| Tour Eugen Keidel                                            | 1981      | Allemagne | Montagne de Schauinsland | 31 m    | Tour d'observation.                        |
| Tour Atzelberg (en)                                          | 1980      | Allemagne | Kelkheim                 | 30,39 m | Tour d'observation.                        |
| Tour d'observation d'incendies Rennbeck (en)                 | ?         | Allemagne | Oer                      | 30 m    | Tour d'observation des incendies.          |
| Idarkopfturm (en)                                            | 1980      | Allemagne | Idarkopf                 | 28 m    | Tour d'observation.                        |
| Tour de Wood Mountain                                        | 2004–2005 | Allemagne | Wood Mountain            | 28 m    | Tour d'observation.                        |
| Tour d'observation de Höhbeck                                | 2008      | Allemagne | Höhbeck                  | 26 m    | Tour d'observation.                        |
| Tour Loth                                                    | 2003      | Suisse    | Magglingen               | 25 m    | Tour d'observation.                        |
| Salzkopfturm (de)                                            | 1975      | Allemagne | Salzkopf                 | 24 m    | Tour d'observation.                        |
| Tour d'observation Burgstall (en)                            | 2000      | Autriche  | Kirchberg/Donau          | 24 m    | Tour d'observation.                        |
| Krawutschke Tower (en)                                       | 1972      | Allemagne | Burgberg                 | 13 m    | Tour d'observation.                        |

### Détruites
| Tour                                                 | Année     | Pays        | Ville                          | Hauteur | Destruction      | Remarques                                                      |
| ---------------------------------------------------- | --------- | ----------- | ------------------------------ | ------- | ---------------- | -------------------------------------------------------------- |
| Émetteur de Mühlacker                                | 1934      | Allemagne   | Mühlacker                      | 190 m   | 6 avril 1945     |                                                                |
| Émetteur Berlin-Tegel (en)                           | 1933      | Allemagne   | Berlin                         | 165 m   | 16 décembre 1948 |                                                                |
| Émetteur d'Ismaning                                  | 1932      | Allemagne   | Ismaning                       | 163 m   | 16 mars 1983     |                                                                |
| Émetteur de Langenberg                               | 1934      | Allemagne   | Velbert-Langenberg             | 160 m   | 10 octobre 1935  | Détruit par une tornade.                                       |
| Émetteur de Wiederau                                 | 1935      | Allemagne   | Wiederau                       | 150 m   | 27 octobre 1953  |                                                                |
| Émetteur de Hambourg-Billstedt                       | 1934      | Allemagne   | Hambourg                       | 145 m   | septembre 1949   |                                                                |
| Émetteur de Żórawina (en)                            | 1932      | Pologne     | Żórawina                       | 140 m   | automne 1990     |                                                                |
| Émetteur de Nuremburg-Kleinreut                      | 1935      | Allemagne   | Nuremberg                      | 124 m   | 12 juillet 1961  |                                                                |
| Émetteurs de Madona (en)                             | 1932      | Lettonie    | Madona                         | 116 m   | 1944             |                                                                |
| Émetteur de Heilsberg                                | 1935      | Allemagne   | Lidzbark Warmiński, Pologne    | 115 m   | 1940             |                                                                |
| Émetteur de Freiburg-Lehen                           | 1933      | Allemagne   | Freiburg                       | 107 m   | 21 avril 1945    |                                                                |
| Émetteur de Heiligenstock (en)                       | 1934      | Allemagne   | Francfort/Main                 | 107 m   | 25 mars 1945     |                                                                |
| Émetteur de Coblence                                 | 1934      | Allemagne   | Coblence                       | 107 m   | 1965             |                                                                |
| Émetteur de Trier                                    | 1935      | Allemagne   | Trier                          | 107 m   | 1948             |                                                                |
| Émetteur de Heilsberg                                | 1930      | Allemagne   | Lidzbark Warmiński, Pologne    | 102 m   | 1935             | Deuxième tour.                                                 |
| Émetteur de Reichenbach                              | 1937      | Allemagne   | Reichenbach/Oberlausitz        | 100 m   | 7 mai 1945       |                                                                |
| Émetteur de Golm                                     | 1948      | Allemagne   | Golm                           | 100 m   | 25 octobre 1979  |                                                                |
| Émetteur de Stettin                                  | 1934      | Pologne     | Szczecin                       | 93 m    | 1945             |                                                                |
| Émetteur de Utbremen (en)                            | 1933      | Allemagne   | Brême                          | 90 m    | 1939             | Détruite par la foudre.                                        |
| Émetteur de Flensburg-Jürgensby (en)                 | 1928      | Allemagne   | Flensburg                      | 90 m    | 1957             |                                                                |
| Pilier de Mittersill                                 | 194?      | Autriche    | Mittersill                     | 80 m    | 195?             |                                                                |
| Émetteur de JürgensbyStadelheim (en)                 | 1926      | Allemagne   | Munich-Stadelheim              | 75 m    | années 1930      | Deux tours.                                                    |
| Chain Home                                           | 1939      | Royaume-Uni | multiples lieux                | 73,15 m | 1945-1960        |                                                                |
| Tour hertzienne en bois de Zeesen (en)               | 1931      | Allemagne   | Zeesen                         | 70 m    | 1939             |                                                                |
| Récepteur de Utlandshörn (en)                        | 1935      | Allemagne   | Utlandshörn                    | 65 m    | 1977             |                                                                |
| Tours de la South Wellfleet Marconi Wireless Station | 1902      | États-Unis  | South Wellfleet, Massachusetts | 64 m    | 1920             | 4 tours                                                        |
| Tours de contrôle aérien de Königsberg               | 1926      | Russie      | Kaliningrad                    | 63 m    | 1945             | Deux tours                                                     |
| Émetteur Palatine (en)                               | 1926      | Allemagne   | Kaiserslautern                 | 60 m    | 1945             | Deux tours                                                     |
| Émetteur de Huizen (en)                              | 1937      | Pays-Bas    | Huizen                         | 60 m    | 1940             |                                                                |
| Tour radar de Holmudden                              | 1948      | Suède       | Holmudden                      | ?       | 1958             |                                                                |
| Tour de Tesla                                        | 1901      | États-Unis  | Shoreham                       | 57 m    | 1917             |                                                                |
| Tour Bismarck                                        | 1910      | Allemagne   | Wiesbaden                      | 50 m    | 1918             |                                                                |
| Tour marine de Sahlenburg (en)                       | 1937      | Allemagne   | Cuxhaven                       | 50 m    | 1967/1970        | Trois tours dont deux démolies en 1967 et la dernière en 1970. |
| Émetteur Stolp                                       | 1938/1939 | Pologne     | Dębnica Kaszubska              | 50 m    | 1955             | 7 tours.                                                       |
| Émetteur de Jelenia Góra                             | 1957      | Pologne     | Jelenia Góra                   | 47 m    | 1967             |                                                                |
| Émetteur de Langenberg                               | 1935      | Allemagne   | Velbert-Langenberg             | 45 m    | 12 avril 1945    | Trois tours.                                                   |
| Émetteurs de Bayreuth                                | 194?      | Allemagne   | Bayreuth                       | 40 m    | 1954             | 2 tours séparées de 70 m.                                      |
| Émetteurs de Augsburg-Hochzoll                       | 194?      | Allemagne   | Augsburg                       | 40 m    | 1952             | 2 tours.                                                       |
| Émetteurs de Kempten-Engelshalde                     | 1951      | Allemagne   | Kempten                        | 40 m    | 1956             | Deux tours.                                                    |
| Émetteurs de Heusweiler (en) I                       | 1935      | Allemagne   | Heusweiler                     | 35 m    | 17 mars 1945     |                                                                |
| Tour de Schneeberg                                   | 1938      | Allemagne   | Bischofsgrün                   | 35 m    | 1942             |                                                                |
| Émetteurs de Heusweiler (en) 2                       | 1935      | Allemagne   | Heusweiler                     | 31 m    | 17 mars 1945     |                                                                |

## En acier

### Pylônes et tours d'observation
| Tour                                         | Année     | Pays               | Ville                     | Hauteur | Remarques |
| -------------------------------------------- | --------- | ------------------ | ------------------------- | ------- | --- |
| Tour de radiotélévision de Tachkent          | 1985      | Ouzbékistan        | Tachkent                  | 374,9 m | |
| Tour du dragon                               | 2000      | Chine              | Harbin                    | 336 m   | |
| Tour de Tokyo                                | 1957      | Japon              | Tokyo                     | 333 m   | |
| Tour Eiffel                                  | 1889      | France             | Paris                     | 324 m   | |
| Émetteur de Dudelange                        | 1956/57   | Luxembourg         | Dudelange                 | 299 m   | un avion militaire belge ayant percuté le pylône le 31 juillet 1981, ce dernier fut reconstruit complètement en 1982/83. |
| Tour de radiotélévision de Shijiazhuang (en) | 1998      | Chine              | Shijiazhuang              | 280 m   | |
| Tour de télévision de Qingdao                | 1994      | Chine              | Quingdao                  | 232 m   | |
| Tour de télévision de Brasilia               | 1967      | Brésil             | Brasilia                  | 218 m   | |
| Tour de télévision de Canton                 | 1991      | Chine              | Canton                    | 217 m   | |
| Tour de télévision de Nagoya                 | 1954      | Japon              | Nagoya                    | 180 m   | |
| Odinstårnet                                  | 1935      | Danemark           | Odense                    | 175 m   | Détruite le 14 décembre 1944.                                                                                            |
| Tour de New Brighton                         | 1900      | Royaume-Uni        | Liverpool                 | 172,8 m | Détruite. |
| Paris Las Vegas                              | ?         | États-Unis         | Las Vegas                 | 165 m   | Réplique de la tour Eiffel.                                                                                              |
| Tour ABC d'Osaka (en)                        | 1966      | Japon              | Osaka                     | 160 m   | Démolie en 2009. |
| Tour de Blackpool                            | 1894      | Royaume-Uni        | Blackpool                 | 158 m   | |
| Tour radio de Berlin                         | 1926      | Allemagne          | Berlin                    | 150 m   | |
| Tour de télévision de Sapporo                | 1957      | Japon              | Sapporo                   | 147,2 m | |
| Tour Vasco de Gama                           | 1998      | Portugal           | Lisbonne                  | 145 m   | |
| Tour de la Cité de l'énergie                 | 1997      | Canada             | Shawinigan                | 115 m   | |
| Tour de Torre Branca (en)                    | 1933      | Italie             | Milan                     | 108,6 m | |
| Tour du port de Kōbe                         | 1963      | Japon              | Kōbe                      | 108 m   | |
| Tour marine de Yokohama                      | 1961      | Japon              | Yokohama                  | 106 m   | |
| Tsūtenkaku                                   | 1956      | Japon              | Osaka                     | 103 m   | |
| Tour du port de Hakata                       | 1964      | Japon              | Fukuoka                   | 103 m   | |
| Tour de Beppu                                | 1957      | Japon              | Beppu                     | 100 m   | |
| Tour radio de Cholfirst (en)                 | 1973      | Suisse             | Flurlingen                | 96 m    | |
| Tour métallique de Fourvière                 | 1894      | France             | Lyon                      | 85,9 m  | N'a pas été utilisée pour l'observation depuis 1953.                                                                     |
| Sunsphere                                    | 1982      | États-Unis         | Knoxville                 | 81,07 m | |
| Torre Sant Sebastià                          | 1931      | Espagne            | Barcelone                 | 78 m    | |
| Tour de télévision Hiratsuka                 | 1972      | Japon              | Hiratsuka                 | 70 m    | |
| Tour de Hot Springs Mountain                 | 1983      | États-Unis         | Hot Springs Mountain      | 65,8 m  | |
| Tour de Petřín                               | 1891      | République tchèque | Prague                    | 60 m    | |
| Tour de Bachtel                              | 1986      | Suisse             | Hinwil                    | 60 m    | |
| Tour verte (en)                              | 1998      | Japon              | Sanbu                     | 60 m    | |
| Tour radio de Reken (en)                     | ?         | Allemagne          | Reken                     | 60 m    | |
| Tour d'observation de Schomberg (en)         | 2005/2006 | Allemagne          | Sundern (Sauerland)       | 60 m    | |
| Aalborgtårnet (en)                           | 1933      | Danemark           | Aalborg                   | 54,9 m  | |
| Tour d'observation d'Ahlbeck (en)            | 1998      | Allemagne          | Ahlbeck                   | 50 m    | |
| Tour de Watkin                               | 1891      | Royaume-Uni        | Londres                   | 46 m    | Jamais complétée, elle a été démantelée.                                                                                 |
| Croix de Joseph                              | 1896      | Allemagne          | Stolberg                  | 38 m    | |
| Tour d'observation de Poppenberg (en)        | 1897      | Allemagne          | Ilfeld                    | 33 m    | |
| Tour de Lemberg                              | 1899      | Allemagne          | Lemberg Mountain          | 33 m    | |
| Tour d'observation de Villingen              | 1888      | Allemagne          | Villingen-Schwenningen    | 30 m    | |
| Tour de Gehrenberg                           | 1903      | Allemagne          | Markdorf                  | 30 m    | |
| Tour de l'Unité (en)                         | 1962      | Allemagne          | Heldrastein               | 30 m    | |
| Tour Gustav-Vietor (en)                      | 1882      | Allemagne          | Hohe Wurzel (Taunus)      | 25 m    | Démolie en 2006. |
| Tour d'observation de Götzinger Höhe         | 1883      | Allemagne          | Neustadt/Saxony           | 25 m    | |
| Tour Hochfirst (en)                          | 1890      | Allemagne          | Titisee-Neustadt          | 25 m    | Additionally guyed |
| Tour d'observation de Büchenbronn            | 1883      | Allemagne          | Büchenbronn               | 24,75 m | Additionally guyed |
| Tour du Belvédère                            | 1898      | France             | Mulhouse-Belvédère        | 20 m    | |
| Tour Bismarck de Salzgitter                  | 1900      | Allemagne          | Salzgitter                | 17 m    | |
| Tour d'observation de Gillerberg (en)        | 1892      | Allemagne          | Hilchenbach               | 15 m    | |
| Tokyo Skytree                                | 2012      | Japon              | Sumida-ku                 | 634 m   | |
| Tour nationale de Gettysburg (en)            | 1974      | États-Unis         | Gettysburg (Pennsylvanie) | 120 m   | Démolie le 3 juillet 2000.                                                                                               |

### Pylônes
| Tour                                                                               | Année     | Pays        | Ville                           | Hauteur                    | Remarques                                                         |  |
| ---------------------------------------------------------------------------------- | --------- | ----------- | ------------------------------- | -------------------------- | ----------------------------------------------------------------- |  |
| Pylône de l'île Zhoushan (en)                                                      | 2009      | Chine       | Damao Island                    | 370m                       | Le plus grand pylône électrique du monde.                         |  |
| Pylône du Yangtze (en)                                                             | 2003      | Chine       | Jiangyin                        | 346,5m                     |                                                                   |  |
| Pylônes de traverse de la rivière aux Perles de la State Grid Corporation of China | 1987      | Chine       | Rivière aux Perles              | 253 m + 240 m              |                                                                   |  |
| Pylône de l'Orinoco (en)                                                           | ?         | Venezuela   | Caroní                          | 240 m                      | Plus grand pylône électrique d'Amérique du Sud.                   |  |
| Pylône CCHT du Yangtze                                                             | 2003      | Chine       | ?                               | 229 m                      | Plus grand pylône électrique du HVDC Three Gorges-Changzhou (en). |  |
| Pylône 2 d'Elbe (en)                                                               | 1976–1978 | Allemagne   |                                 | 227 m                      |                                                                   |  |
| Pylône de Chūshi (en)                                                              | 1962      | Japon       | Takehara                        | 226 m                      | Plus grand pylône électrique du Japon.                            |  |
| Pylône du canal Daqi                                                               | 1997      | Japon       | Takehara                        | 223 m                      |                                                                   |  |
| Pylônes du canal de Suez (en)                                                      | 1998      | Égypte      |                                 | 221 m                      |                                                                   |  |
| Pylônes de Messine                                                                 | 1957      | Italie      | Messine                         | 232 m (224 m sans la base) | N'émettent plus.                                                  |  |
| Pylône du barrage de Saratov                                                       | ?         | Russie      | Balakovo                        | 197 m                      |                                                                   |  |
| Pylône du canal LingBei                                                            | 1993      | Japon       | Reihoku                         | 195 m                      |                                                                   |  |
| Pylône de la Thames (en)                                                           | 1965      | Royaume-Uni | West Thurrock                   | 190 m                      |                                                                   |  |
| Pylône 1 d'Elbe (en)                                                               | 1958–1962 | Allemagne   |                                 | 189 m                      |                                                                   |  |
| Pylône du Saint-Laurent à Tracy                                                    | ?         | Canada      | Tracy                           | 174,6 m                    | Le plus grand pylône électrique au Canada.                        |  |
| Pylône de Lekkerkerk 1                                                             | 1970      | Pays-Bas    | Lekkerkerk                      | 163 m                      |                                                                   |  |
| Pylône de Bosporus III (en)                                                        | 1999      | Turquie     | Istanbul                        | 160 m                      |                                                                   |  |
| Pylône du barrage de Saratov                                                       | ?         | Russie      | Balakovo                        | 159 m                      |                                                                   |  |
| Pylône de Cadiz (en)                                                               | ?         | Espagne     | Cadiz                           | 158 m                      |                                                                   |  |
| Pylône de Aust (en)                                                                | ?         | Royaume-Uni | Aust                            | 148,75 m                   |                                                                   |  |
| Pylône de la Thames (en)                                                           | 1932      | Royaume-Uni | West Thurrock                   | 148,4 m                    | Démoli en 1987.                                                   |  |
| Pylône de Karmsundet                                                               | ?         | Norvège     | Karmsundet                      | 143,5 m                    |                                                                   |  |
| Pylône de la Limfjorden                                                            | ?         | Danemark    | Raerup                          | 141,7 m                    |                                                                   |  |
| Pylône du Saint-Laurent à Deschambault-Grondines (en)                              | 1989      | Canada      | Deschambault-Grondines          | 140 m                      | Démonté en 1992.                                                  |  |
| Pylônes de Voerde                                                                  | 1926      | Allemagne   | Voerde                          | 138 m                      |                                                                   |  |
| Pylône de la Köhlbrand                                                             | ?         | Allemagne   | Hambourg                        | 138 m                      |                                                                   |  |
| Pylône de Bremen-Farge                                                             | ?         | Allemagne   | Brême                           | 135 m                      |                                                                   |  |
| Pylônes de Ghesm                                                                   | 1984      | Iran        | détroit de Ghesm                | 130 m                      | Un pylône marin.                                                  |  |
| Tour Choukhov sur l'Oka                                                            | 1929      | Russie      | Dzerjinsk                       | 128 m                      |                                                                   |  |
| Pylône de Tarchomin-Lomianki (en)                                                  | ?         | Pologne     | Tarchomin                       | 127 m                      |                                                                   |  |
| Pylône de Skolwin (en)                                                             | ?         | Pologne     | Skolwin                         | 126 m                      |                                                                   |  |
| Pylône d'Enerhodar (en) 2                                                          | 1977      | Ukraine     | Enerhodar                       | 126 m                      |                                                                   |  |
| Pylône de Inoujście (en)                                                           | ?         | Pologne     | Inoujście                       | 125 m                      |                                                                   |  |
| Pylône de Bosporus II (en)                                                         | 1983      | Turquie     | Istanbul                        | 124 m                      |                                                                   |  |
| Pylône de Duisbourg-Wanheim                                                        | ?         | Allemagne   | Duisbourg                       | 122 m                      |                                                                   |  |
| Pylône Lomianki (en)                                                               | ?         | Pologne     | Lomianki                        | 121 m                      |                                                                   |  |
| Pylônes de Duisbourg-Rheinhausen                                                   | 1926      | Allemagne   | Duisbourg-Rheinhausen           | 118,8 m                    |                                                                   |  |
| Pylône de la Elbe à Bullenhausen                                                   | ?         | Allemagne   | Bullenhausen                    | 117 m                      |                                                                   |  |
| Pylône de Lubaniew-Bobrowniki (en)                                                 | ?         | Pologne     | Lubaniew/Bobrowniki             | 117 m                      |                                                                   |  |
| Świerże Górne-Rybakow Vistula Powerline Crossing                                   | ?         | Pologne     | Świerże Górne/Rybaków           | 116 m                      |                                                                   |  |
| Pylône de Ostrówek-Tursko (en)                                                     | ?         | Pologne     | Ostrówek/Tursko                 | 115 m                      |                                                                   |  |
| Pylône de Bosporus II (en)                                                         | 1957      | Turquie     | Istanbul                        | 113 m                      |                                                                   |  |
| Pylône de Industriehafen Weser à Bremen                                            | ?         | Allemagne   | Bremen                          | 111 m                      |                                                                   |  |
| Pylône de Nowy Bógpomóż-Probostwo Dolne                                            | ?         | Pologne     | Nowy Bógpomóż/Probostwo Dolne   | 111 m                      |                                                                   |  |
| Pylône de Daugava                                                                  | 1975      | Lettonie    | Riga                            | 110 m                      |                                                                   |  |
| Pylône de Nowy Bógpomóż-Probostwo (en)                                             | ?         | Pologne     | Nowy Bógpomóż                   | 109 m                      |                                                                   |  |
| Pylône de Regów-Gołąb (en)                                                         | ?         | Pologne     | Regów/Gołąb                     | 108 m                      |                                                                   |  |
| Pylône de Orsoy                                                                    | ?         | Allemagne   | Orsoy                           | 105 m                      |                                                                   |  |
| Pylône de Limfjorden à Raerup 1                                                    | ?         | Danemark    | Raerup                          | 101,2 m                    |                                                                   |  |
| Pylône d'Enerhodar (en) 2                                                          | 1977      | Ukraine     | Enerhodar                       | 100 m                      |                                                                   |  |
| Pylône de Reisholz à Düsseldorf (en)                                               | 1917      | Allemagne   | Düsseldorf                      | ?                          |                                                                   |  |
| Pylône de Strelasund à Sundhagen                                                   | ?         | Allemagne   | Sundhagen                       | 85 m                       |                                                                   |  |
| Pylône d'Ems à Mark (en)                                                           | ?         | Allemagne   | Mark (sud de Weener)            | 84 m                       |                                                                   |  |
| Pylône du lac artificiel de Santa Maria (en)                                       | 1959      | Suisse      | Lac de Santa Maria              | 75 m                       | Pylône dans un lac artificiel.                                    |  |
| Pylône triple de Zaporizhzhia (en)                                                 | ?         | Ukraine     | Zaporizhzhia                    | 74,5 m                     |                                                                   |  |
| Pylône à Aggersund de la Cross-Skagerrak                                           | 1977      | Danemark    | Aggersund                       | 70 m                       |                                                                   |  |
| Pylône de Benecia de la Carquinez Strait Powerline Crossing (en)                   | 1901      | États-Unis  | Benicia                         | 68 m + 20 m                | World's first powerline crossing of a larger waterway             |  |
| Mât 69 de l'usine 2610                                                             | ?         | Allemagne   | Bochum                          | 47 m                       |                                                                   |  |
| Colosse de Eislingen                                                               | 1980      | Allemagne   | Eislingen/Fils                  | 47 m                       |                                                                   |  |
| Pylône rose                                                                        | ?         | Royaume-Uni | Ashworth Valley                 | ?                          | Démonté en 2003.                                                  |  |
| Pylône du canal Unddersfield Narrow (en)                                           | ?         | Royaume-Uni | Stalybridge, Greater Manchester | ?                          |                                                                   |  |